# The Shadow of Your Smile
«The Shadow of Your Smile» (en español: La sombra de tu sonrisa) es una canción compuesta por Johnny Mandel en 1965, con letra de Paul Francis Webster, para la película The Sandpiper —que se llamó Castillos en la arena en España, y Almas en conflicto en Hispanoamérica—, donde fue interpretada por el popular cantante Tony Bennett. La canción ganó el premio Óscar a la mejor canción original y también el premio Grammy a la mejor canción de dicho año.

## Descripción
La canción fue lanzada al mercado con la compañía discográfica Mercury Records. Tiene un solo de trompeta de Jack Sheldon. En la lista de las 100 canciones más representativas del cine estadounidense realizada por el American Film Institute quedó en el puesto número 77.
La canción se hizo especialmente popular con las versiones que posteriormente interpretaron Tony Bennet y la brasileña Astrud Gilberto.

## Letra
One day we walked along the sand
 One day in early spring
 You held a piper in your hand
 To mend its broken wing
 Now I'll remember many a day
 And many a lonely mile
 The echo of a piper's song
 The shadow of a smile
The shadow of your smile
 When you are gone
 Will color all my dreams
 And light the dawn
 Look into my eyes
 My love and see
 All the lovely things
 You are to me
Our wistful little star
 Was far too high
 A teardrop kissed your lips
 And so did I
 Now when I remember spring
 All the joy that love can bring
 I will be remembering
 The shadow of your smile.